# 2000-es Teen Choice Awards
A 2000-es Teen Choice Awards az 1999-es év legjobb filmes, televíziós és zenés alakításait értékelte. A díjátadót 2000. augusztus 6-án tartották a kaliforniai Barker Hangarban, a műsor házigazda nélkül zajlott le. A ceremóniát a Fox televízióadó közvetítette élőben.

## Győztesek és jelöltek

### Filmek
| Legjobb színész | Legjobb színésznő |
| --- | --- |
| - Freddie Prinze Jr. – Rád vagyok kattanva - Ben Affleck – Hulla, hó, telizsák - Jason Biggs – Amerikai pite - Tom Cruise – Mission: Impossible 2. - Matt Damon – A tehetséges Mr. Ripley - Leonardo DiCaprio – A part - Omar Epps – Nem adok kosarat! - Tobey Maguire – Árvák hercege | - Julia Roberts – Erin Brockovich – Zűrös természet - Cameron Diaz – A John Malkovich menet - Kirsten Dunst – Öngyilkos szüzek - Angelina Jolie – Észvesztő - Natalie Portman – Ahol a szív lakik - Christina Ricci – Az Álmosvölgy legendája - Julia Stiles – Rád vagyok kattanva - Charlize Theron – Árvák hercege |
| Legjobb filmdráma | Legjobb vígjáték |
| - Hatodik érzék - Amerikai szépség - A part - Árvák hercege - Észvesztő - Nem adok kosarat! - Öld meg Rómeót! - A tehetséges Mr. Ripley | - KicsiKÉM – Austin Powers 2. - Amerikai pite - Tök alsó - Rád vagyok kattanva - Galaxy Quest – Galaktitkos küldetés - Pop, csajok, satöbbi - Cool túra - Kerül, amibe kerül |
| Legidegesítőbb karakter | Legjobb áttörő alakítást nyújtó színész |
| - Mike Myers – KicsiKÉM – Austin Powers 2. - Ben Affleck – Brókerarcok - Andy Dick – Cool túra - Scott Foley – Sikoly 3. - James Franco – Kerül, amibe kerül - Helen Mirren – Bosszúból jeles - Trevor Morgan – Hatodik érzék - Seann William Scott – Amerikai pite | - Haley Joel Osment – Hatodik érzék - Wes Bentley – Amerikai szépség - Josh Hartnett – Itt a földön - Chris Klein – Amerikai pite - Jude Law – A tehetséges Mr. Ripley - Leelee Sobieski – Itt a földön - Mena Suvari – Amerikai szépség - Hilary Swank – A fiúk nem sírnak                                          |
| Legjobb kémia filmben | Leghisztisebb karakter |
| - David Arquette és Courteney Cox – Sikoly 3. - Jason Biggs – Amerikai pite - Leonardo DiCaprio és Virginie Ledoyen – A part - Omar Epps és Sanaa Lathan – Nem adok kosarat! - Katie Holmes és Barry Watson – Bosszúból jeles - Breckin Meyer és Amy Smart – Cool túra - Mike Myers és Mindy Sterling – KicsiKÉM – Austin Powers 2. - Freddie Prinze Jr. és Julia Stiles – Rád vagyok kattanva | - Lisa Kudrow – Női vonalak - Rosanna Arquette – Bérgyilkos a szomszédom - Joan Cusack – Toy Story – Játékháború 2. - John Cusack – Pop, csajok, satöbbi - Cameron Diaz – Minden héten háború - Angelina Jolie – Észvesztő - Jodi Lyn O'Keefe – Kerül, amibe kerül - Ben Stiller – Mystery Men – Különleges hősök    |
| Leghazudósabb karakter | Legütősebb alakítás nyári filmben |
| - Tom Green – Cool túra - Matt Damon – A tehetséges Mr. Ripley - Joshua Jackson – Koponyák - Chris Klein – Amerikai pite - Tobey Maguire – Wonder Boys – Pokoli hétvége - Steve Martin – Fergeteges forgatás - Amanda Peet – Bérgyilkos a szomszédom - Giovanni Ribisi – Brókerarcok | - Jim Carrey – Én és én meg az Irén - Jason Biggs – Lúzer - Tom Cruise – Mission: Impossible 2. - Martin Lawrence – Gagyi mami |
| Legjobb nyári film | |
| - Horrorra akadva, avagy tudom, kit ettél tavaly nyárson - Gagyi mami - Tolvajtempó - Lúzer - Én és én meg az Irén - A hazafi - Shaft - X-Men – A kívülállók | |

### Televízió
| Legjobb színész televíziós sorozatban | Legjobb színésznő televíziós sorozatban |
| --- | --- |
| - Joshua Jackson – Dawson és a haverok - Jason Behr – Roswell - David Boreanaz – Angel - Scott Foley – Felicity - Topher Grace – Azok a 70-es évek show - Seth Green – Buffy, a vámpírok réme - Frankie Muniz – Már megint Malcolm - Scott Speedman – Felicity  | - Sarah Michelle Gellar – Buffy, a vámpírok réme - Shiri Appleby – Roswell - Leslie Bibb – Popular - Anne Hathaway – Légy valódi! - Katie Holmes – Dawson és a haverok - Mila Kunis – Azok a 70-es évek show - Carly Pope – Popular - Keri Russell – Felicity |
| Legjobb drámasorozat | Legjobb vígjátéksorozat |
| - Dawson és a haverok - Hetedik mennyország - Buffy, a vámpírok réme - Bűbájos boszorkák - Felicity - Légy valódi! - Még egyszer és újra - Roswell | - Jóbarátok - Divatalnokok - Már megint Malcolm - Popular - A Simpson család - Azok a 70-es évek show - The Tom Green Show - Will és Grace |
| Legkiemelkedőbb műsor | Legjobb tévés személyiség |
| - Popular - Angel - Daddio - Légy valódi! - Making the Band - Már megint Malcolm - Roswell - Total Request Live | - Carson Daly - Tom Green - Chris Kattan - Ananda Lewis - Regis Philbin - William Shatner - Sock Puppet - Space Ghost |
| Legjobb segítőtárs | |
| - Sean Hayes – Will és Grace - Brendan Fehr – Roswell - Ian Gomez – Felicity - Alyson Hannigan – Buffy, a vámpírok réme - Amy Jo Johnson – Felicity - Ron Lester – Popular - James Marsters – Buffy, a vámpírok réme - Danny Masterson – Azok a 70-es évek show | |

### Zene
Forrás:
| Legjobb férfi zenész | Legjobb női zenész |
| --- | --- |
| - Sisqó - Marc Anthony - D'Angelo - Dr. Dre - Kid Rock - Lenny Kravitz - Ricky Martin - Will Smith | - Britney Spears - Christina Aguilera - Mariah Carey - Missy Elliott - Macy Gray - Jennifer Lopez - Mandy Moore - Jessica Simpson |
| Legjobb popzenész | Legjobb rockzenész |
| - NSYNC - 702 - 98 Degrees - Backstreet Boys - Destiny’s Child - LFO - Savage Garden - TLC | - Blink-182 - Goo Goo Dolls - Korn - Limp Bizkit - Lit - No Doubt - Smash Mouth - Sugar Ray |
| Legjobb zeneszám | Legjobb album |
| - "Bye Bye Bye" – NSYNC - "All the Small Things" – Blink-182 - "Cowboy" – Kid Rock - "Oops!… I Did It Again" – Britney Spears - "Say My Name" – Destiny’s Child - "Show Me the Meaning of Being Lonely" – Backstreet Boys - "Someday" – Sugar Ray - "What a Girl Wants" – Christina Aguilera | - Millennium – Backstreet Boys - Christina Aguilera – Christina Aguilera - Devil Without a Cause – Kid Rock - Enema of the State – Blink-182 - No Strings Attached – NSYNC - Oops!… I Did It Again – Britney Spears - Significant Other – Limp Bizkit - Voodoo – D’Angelo |
| Legjobb R&B/Hip-Hopszám | Legjobb szerelmes szám |
| - "Thong Song" – Sisqó - "Forgot About Dre" – Dr. Dre feat. Eminem - "Holla Holla" – Ja Rule - "Hot Boyz" – Missy Elliott - ”Imperial" – Rah Digga feat. Busta Rhymes - "Say My Name" – Destiny’s Child - "Untitled (How Does It Feel)" – D'Angelo - "You Can Do It" – Ice Cube              | - "Where You Are" – Jessica Simpson feat. Nick Lachey - "Back at One" – Brian McKnight - "From the Bottom of My Broken Heart" – Britney Spears - "I Knew I Loved You" – Savage Garden - "I Turn to You" – Christina Aguilera - "I Wanna Love You Forever" – Jessica Simpson - "Show Me the Meaning of Being Lonely" – Backstreet Boys - "Thank God I Found You" – Mariah Carey feat. 98 Degrees, Joe |
| Legkiemelkedőbb zenész | Legjobb videóklip |
| - Jessica Simpson - Marc Anthony - Blink-182 - Filter - Macy Gray - Enrique Iglesias - Pink - Sisqó | - "It's Gonna Be Me" – NSYNC - "Adam's Song" – Blink-182 - "I Do" – Blaque - "The One" – Backstreet Boys - "Oops!… I Did It Again" – Britney Spears - "Pumping on Your Stereo" – Supergrass - "The Real Slim Shady" – Eminem - "Thong Song" – Sisqó |
| Legjobb nyári szám | |
| - "It's Gonna Be Me" – NSYNC - "Be with You" – Enrique Iglesias - "I Turn to You" – Christina Aguilera - "Incomplete" – Sisqó - "Oops!… I Did It Again" – Britney Spears - "The Real Slim Shady" – Eminem - "There You Go" – Pink - "Try Again" – Aaliyah                                    | |

### Egyéb
Forrás:
| Legszexibb férfi | Legszexibb nő |
| --- | --- |
| - Justin Timberlake - Nick Carter - Enrique Iglesias - Ashton Kutcher - Ryan Phillippe - Ivan Sergei - Paul Walker - Shane West             | - Britney Spears - Christina Aguilera - Rachael Leigh Cook - Sarah Michelle Gellar - Jennifer Love Hewitt - Lil' Kim - Jennifer Lopez - Jessica Simpson |
| Legjobb humorista | Legjobb férfi atléta |
| - Adam Sandler - Jim Carrey - Kathy Griffin - Martin Lawrence - Jay Leno - David Letterman - Chris Rock - Shawn Wayans                      | - Kobe Bryant - Andre Agassi - Vince Carter - Ken Griffey Jr. - Derek Jeter - Sammy Sosa - Kurt Warner - Tiger Woods                                    |
| Legjobb női atléta | Legjobb férfi extrémsportoló |
| - Mia Hamm - Brandi Chastain - Lindsay Davenport - Martina Hingis - Chamique Holdsclaw - Michelle Kwan - Dominique Moceanu - Jenny Thompson | - Tony Hawk - Tommy Clowers - Laird Hamilton - Bucky Lasek - Jeremy McGrath - Dave Mirra - Shaun Palmer - Kelly Slater                                  |
| Legjobb női extrémsportoló | Legjobb pankrátor |
| - Holly Beck - Megan Abubo - Lisa Andersen - Layne Beachley - Tara Dakides - Dallas Friday - Vicki Golden - Laia Sanz                       | - The Rock - Big Show - Chyna - Goldberg - Jeff Hardy - Chris Jericho - Kevin Nash - Triple H                                                           |
| Legjobb modell | |
| - Tyra Banks - Caprice Bourret - Gisele Bündchen - Jaime King - Rebecca Romijn-Stamos - Antonio Sabàto Jr. - Molly Sims - Kim Smith         | |

## Műsorvezetők
A gálán az alábbi műsorvezetők működtek közre:
- 98 Degrees
- Aaliyah
- Jessica Alba
- Shiri Appleby
- Jason Behr
- Justin Berfield
- Adam Carolla
- Aaron Carter
- Rachael Leigh Cook
- Carson Daly
- Majandra Delfino
- Andy Dick
- Dr. Dre
- Brendan Fehr
- Jamie Foxx
- Bill Goldberg
- Kathy Griffin
- Hanson
- Melissa Joan Hart
- Katherine Heigl
- Jennifer Love Hewitt
- Hoku
- Ricki Lake
- Ananda Lewis
- Christopher Masterson
- Jeremy McGrath
- Pink
- Freddie Prinze Jr.
- Keri Russell
- Leelee Sobieski
- Erik Per Sullivan
- Michelle Trachtenberg
- Usher
- Vitamin C
- Paul Walker
- Michael Weatherly
- Kerry Washington

## Fordítás
- Ez a szócikk részben vagy egészben  a(z)   2000 Teen Choice Awards című angol Wikipédia-szócikk fordításán alapul.  Az eredeti cikk szerkesztőit annak laptörténete sorolja fel. Ez a jelzés csupán a megfogalmazás eredetét és a szerzői jogokat jelzi, nem szolgál a cikkben szereplő információk forrásmegjelöléseként.